# Operor av Giuseppe Sarti
Komplett lista över operor av den italienske tonsättaren Giuseppe Sarti (1729–1802).

## Lista
| Titel                                                   | Genre                           | Akter   | Libretto                                                | Premiär datum               | Plats, teater                         |
| ------------------------------------------------------- | ------------------------------- | ------- | ------------------------------------------------------- | --------------------------- | ------------------------------------- |
| Pompeo in Armenia                                       | dramma per musica               | 3 akter | B Vitturi                                               | Karnevalen 1752             | Faenza                                |
| Il re pastore                                           | dramma per musica               | 3 akter | Metastasio                                              | Karnevalen 1753             | Pesaro                                |
| Vologeso                                                | dramma per musica               | 3 akter | Apostolo Zeno's Lucio Vero                              | Karnevalen 1754             | Köpenhamn, Teatern vid Kongens Nytorv |
| Antigono                                                | dramma per musica               | 3 akter | Metastasio                                              | 1754                        | Köpenhamn, Teatern vid Kongens Nytorv |
| Ciro riconosciuto                                       | dramma per musica               | 3 akter | Metastasio                                              | 1754                        | Köpenhamn, Teatern vid Kongens Nytorv |
| Demofoonte                                              | dramma per musica               | 3 akter | Metastasio                                              | Karnevalen 1755             | Köpenhamn, Teatern vid Kongens Nytorv |
| Sesostri                                                | dramma per musica               | 3 akter | Pietro Pariati                                          | 1755                        | Köpenhamn, Teatern vid Kongens Nytorv |
| Arianna e Teseo                                         | dramma per musica               |         | Pietro Pariati                                          | Karnevalen 1756             | Köpenhamn, Teatern vid Kongens Nytorv |
| Anagilda                                                | dramma per musica               |         | G Gigli                                                 | 1758                        | Köpenhamn, Teatern vid Kongens Nytorv |
| Achille in Sciro                                        | dramma per musica               | 3 akter | Metastasio                                              | 1759                        | Köpenhamn, Teatern vid Kongens Nytorv |
| Armida abbandonata                                      | dramma per musica               |         | L de Villati                                            | 1759                        | Köpenhamn, Teatern vid Kongens Nytorv |
| Artaserse                                               | dramma per musica               | 3 akter | Metastasio                                              | Karnevalen 1760             | Köpenhamn, Teatern vid Kongens Nytorv |
| Astrea placata                                          | festa teatrale                  | 1 akt   | Metastasio                                              | 17 oktober 1760             | Köpenhamn, Teatern vid Kongens Nytorv |
| Andromaca                                               | dramma per musica               | 3 akter | Apostolo Zeno                                           | 1760                        | Köpenhamn, Teatern vid Kongens Nytorv |
| Filindo                                                 | pastorale eroica                | 3 akter | P d'Averara                                             | 1760                        | Köpenhamn, Teatern vid Kongens Nytorv |
| Issipile                                                | dramma per musica               | 3 akter | Metastasio                                              | Våren 1761                  | Köpenhamn, Teatern vid Kongens Nytorv |
| Nitteti                                                 | dramma per musica               | 3 akter | Metastasio                                              | 12 oktober 1761             | Köpenhamn, Teatern vid Kongens Nytorv |
| Alessandro nell'Indie                                   | dramma per musica               | 3 akter | Metastasio                                              | Hösten 1761                 | Köpenhamn, Teatern vid Kongens Nytorv |
| La figlia recuperata                                    | dramma pastorale                |         | P A Timido                                              | Februari 1762               | Köpenhamn, Teatern vid Kongens Nytorv |
| Semiramide                                              | dramma per musica               | 3 akter | Metastasio                                              | Hösten 1762                 | Köpenhamn, Teatern vid Kongens Nytorv |
| Didone abbandonata                                      | dramma per musica               | 3 akter | Metastasio                                              | 1762                        | Köpenhamn, Teatern vid Kongens Nytorv |
| Narciso                                                 | dramma pastorale                | 3 akter | Apostolo Zeno                                           | Karnevalen 1763             | Köpenhamn, Teatern vid Kongens Nytorv |
| Cesare in Egitto                                        | dramma per musica               | 3 akter | G F Bussani                                             | Hösten 1763                 | Köpenhamn, Teatern vid Kongens Nytorv |
| Il naufragio di Cipro                                   | dramma pastorale                | 3 akter | P A Ziani                                               | Januari eller våren 1764    | Köpenhamn, Teatern vid Kongens Nytorv |
| Il gran Tamerlano                                       | tragedia per musica             | 3 akter | A Piovene                                               | Våren 1764                  | Köpenhamn, Teatern vid Kongens Nytorv |
| Ipermestra                                              | dramma per musica               | 3 akter | Metastasio                                              | Karnevalen 1766             | Rom, Teatro Argentina                 |
| La giardiniera brillante                                | intermezzo                      | 2 akter |                                                         | 1768                        | Rom, Teatro Valle                     |
| L'asile de l'amour                                      | dramatisk kantat                |         | Deschamps, efter Metastasio                             | 22 juli 1769                | Köpenhamn, Christiansborg             |
| La double méprise, ou Carlile et Fany                   | comédie mêlée d'ariettes        | 1 akt   | Deschamps                                               | 22 juli 1769                | Köpenhamn, Christiansborg             |
| Soliman den Anden                                       | sångspel                        | 3 akter | CD Biehl, efter Charles Simon Favart                    | 8 oktober 1770              | Köpenhamn, Kongelige Teater           |
| Le bal                                                  | opéra comique                   |         | Deschamps                                               | 1770                        | Köpenhamn, Christiansborg             |
| Demofoonte (reviderad version)                          | dramma per musica               | 3 akter | Metastasio                                              | 30 januari 1771             | Köpenhamn, Kongelige Teater           |
| Tronföljden i Sidon (Tronfølgen i Sidon)                | lyrisk tragi-comedia (sångspel) | 2 akter | N K Bredal, efter Metastasios Il re pastore             | 4 april 1771                | Köpenhamn, Kongelige Teater           |
| La clemenza di Tito                                     | dramma per musica               | 3 akter | Metastasio                                              | Juni 1771                   | Padua, Obizzi                         |
| Il re pastore                                           | dramma per musica               | 3 akter | Metastasio                                              | 1771                        | Köpenhamn, Kongelige Teater           |
| Il tempio d'eternità                                    | festa teatrale                  | 1 akt   | Metastasio                                              | 1771                        | Köpenhamn, Kongelige Teater           |
| Deucalion og Pyrrha                                     | sångspel                        | 1 akt   | CA Thielo och N K Bredal, efter Pouillain de Saint Foix | 19 mars 1772                | Köpenhamn, Kongelige Teater           |
| Aglae, or The Column (Aglae, eller Støtten)             | sångspel                        | 1 akt   | C Fasting och A G Carstens, after Poinsinet de Sivry    | 16 februari 1774            | Köpenhamn, Christiansborg             |
| Love Letters (Kierlighedsbrevene)                       | sångspel                        | 3 akter | Biehl, efter Boissy                                     | 22 mars 1775                | Köpenhamn, Christiansborg             |
| Farnace                                                 | dramma per musica               | 3 akter | A M Lucchini                                            | 1776                        | Venedig, Teatro San Samuele           |
| Le gelosie villane                                      | dramma giocoso                  | 3 akter | T Grandi                                                | 1776                        | Venedig, Teatro San Samuele           |
| Iphigenia                                               | dramma per musica               | 3 akter |                                                         | Karnevalen 1777             | Rom, Teatro Argentina                 |
| Medonte, re di Epiro                                    | dramma per musica               |         | Giovanni de Gamerra                                     | 8 september 1777            | Florens, Teatro della Pergola         |
| Il militare bizzarro                                    | dramma giocoso                  | 2 akter | T Grandi                                                | 27 december 1777            | Venedig, Teatro San Samuele           |
| Scipione                                                | dramma per musica               |         | E Giunti                                                | Hösten 1778                 | Mestre, Casa Balbi                    |
| I contrattempi                                          | dramma giocoso                  |         | Nunziato Porta                                          | November 1778               | Venedig, Teatro San Samuele           |
| Adriano in Siria                                        | dramma per musica               | 3 akter | Metastasio                                              | 26 december 1778            | Rom, Teatro Argentina                 |
| Olimpiade                                               | dramma per musica               | 3 akter | Metastasio                                              | 1778                        | Florens                               |
| L'ambizione delusa                                      | intermezzo                      | 2 akter |                                                         | Februari 1779               | Rom, Capranica                        |
| Achille in Sciro                                        | dramma per musica               | 3 akter | Metastasio                                              | Hösten 1779                 | Florens, Teatro della Pergola         |
| Mitridate a Sinope                                      | dramma per musica               | 3 akter |                                                         | Hösten 1779                 | Florens, Palla a Corda                |
| Siroe                                                   | dramma per musica               | 3 akter | Metastasio                                              | 26 december 1779            | Turin, Teatro Regio                   |
| Giulio Sabino                                           | dramma per musica               | 3 akter | Pietro Giovanninis Epponima                             | 3 januari 1781              | Venedig, San Benedetto                |
| Demofoonte (tredje versionen)                           | dramma per musica               | 3 akter | Metastasio                                              | Karnevalen 1782             | Rom, Teatro Argentina                 |
| Alessandro e Timoteo                                    | dramma per musica               | 3 akter | G della Torre di Rezzonico                              | 6 april 1782                | Parma, hovet                          |
| Didone abbandonata (reviderad version)                  | dramma per musica               | 3 akter | Metastasio                                              | Juni 1782                   | Padua, Obizzi                         |
| Fra i due litiganti il terzo gode                       | dramma giocoso                  | 2 akter | Carlo Goldoni's Le nozze                                | 14 september 1782           | Milano, Teatro alla Scala             |
| Attalo, re di Bitinia                                   | dramma per musica               | 3 akter |                                                         | 26 december 1782            | Venedig, San Benedetto                |
| Idalide                                                 | dramma per musica               | 3 akter | F Moretti                                               | 8 januari 1783              | Milano, Teatro alla Scala             |
| Erifile                                                 | dramma per musica               | 2 akter | Giovanni de Gamerra                                     | Karnevalen 1783             | Pavia                                 |
| Il trionfo della pace                                   | dramma per musica               | 2 akter | C Olivieri                                              | 10 maj 1783                 | Mantua, Ducale                        |
| Olimpiade (reviderad version)                           | dramma per musica               | 3 akter | Metastasio                                              | 1783                        | Rom, Dame                             |
| Gli amanti consolati                                    | dramma giocoso                  | 2 akter |                                                         | 1784                        | Sankt Petersburg                      |
| I finti eredi                                           | opera comica                    | 2 akter | Giovanni Bertati's Il vilano geloso                     | 19/30 oktober 1785          | Sankt Petersburg, Kammenïy            |
| Armida e Rinaldo                                        | dramma per musica               | 2 akter | Marco Coltellini                                        | 15/26 januari 1786          | Sankt Petersburg, Eremitaget          |
| Castor e Polluce                                        | dramma per musica               | 2 akter | F Moretti, efter P-J Bernard                            | 22 september/3 oktober 1786 | Sankt Petersburg, Eremitaget          |
| Zenoclea                                                | azione teatrale                 | 2 akter | F Moretti                                               | 1786, ospelad               |                                       |
| Alessandro nell'Indie (andra versionen)                 | dramma per musica               |         | Metastasio                                              | vintern 1787                | Palermo, San Cecilia                  |
| Cleomene                                                | dramma per musica               | 3 akter | Giovanni de Gamerra                                     | 27 december 1788            | Bologna, Zagnoni                      |
| Olegs tidiga regentskap (Nachal'noye upravleniye Olega) |                                 | 5 akter |                                                         | 15/26 oktober 1790          | Sankt Petersburg, Eremitaget          |
| Andromeda                                               | dramma per musica               |         | F Moretti                                               | 24 oktober/4 november 1798  | Sankt Petersburg, Eremitaget          |
| Enea nel Lazio                                          | dramma per musica               | 2 akter | F Moretti                                               | 15/26 oktober 1799          | Sankt Petersburg, Kammenïy            |
| La famille indienne en Angleterre                       |                                 | 3 akter | Marchese di Castelnau, efter August von Kotzebue        | 1799                        | Sankt Petersburg, Kammenïy            |
| Les amours de Flore et de Zéphire                       | ballet anacréontique            | 2 akter | P Chevalier                                             | 7/19 september 1800         | Gatchina                              |